# مقارنة بين اضطرابي ثنائي القطب والفصام
يُصنّف كل من الفصام والاضطراب ثنائي القطب كاضطرابات نفسية في الدليل التشخيصي والإحصائي للاضطرابات النفسية النسخة الخامسة (DSM-5). الفصام هو اضطراب ذهاني بشكل رئيسي، والاضطراب ثنائي القطب هو اضطراب مزاجي رئيسي ولكنه قد يشتمل أيضًا على الذهان. ومع ذلك، وبسبب بعض الأعراض المتشابهة، قد يكون التفريق بين الاثنين صعبًا في بعض الأحيان؛ في الواقع، هناك تشخيص وسيط يسمى الاضطراب الفصامي العاطفي.
في حين أن الأعراض التي يشتكي منها المريض والأعراض الملحوظة عليه هي طريقة رئيسية لتشخيص أي من الاضطرابين، فقد سمح التقدم الطبي في القرن الحادي والعشرين للأطباء النفسيين باستخدام فحوصات التصوير بالرنين المغناطيسي لمحاولة إيجاد علامات محددة وفارقة. من خلال التصوير بالرنين المغناطيسي، يمكن للأطباء النفسيين رؤية اختلافات هيكلية محددة في أدمغة المصابين بالفصام. تشمل هذه الاختلافات حجم المادة الرمادية، والاختلافات في حجم الدماغ وسمك القشرة، والتي ترتبط بالاختلافات الذهنية في الفحص الطبي. قد تظهر هذه الاختلافات أحيانًا طوال عمر المرض وغالبًا ما تحدث بعد النوبة الأولى بفترة وجيزة. على الرغم من اختلاف التشخيصَين، إلا أن بعض علاجاتهما متشابهة، بسبب بعض الأعراض المشتركة.

## الأسباب والإحصاءات
يبدو أن كلا من الاضطراب ثنائي القطب وانفصام الشخصية ناتج عن التفاعل الجيني مع البيئة. تشير الدلائل من العديد من الدراسات العائلية والدراسات التوأمية إلى وجود مسببات وراثية مشتركة بين الفصام والاضطراب ثنائي القطب. لاحظ جيفروي وإيتين وهوينو أن أكبر دراسة عائلية متاحة وجدت قابلية وراثية مشتركة للاضطراب ثنائي القطب وانفصام الشخصية بحوالي 60٪ ، والباقي يعود للعوامل البيئية. كما يبدو أن المساهمات الجينية في الاضطراب الفصامي العاطفي متماثلة تمامًا مع العوامل الجينية المسهمة في الإصابة بالفصام والهوس.
يصيب كل من اضطراب ثنائي القطب من النوع الأول والفصام حوالي 1٪ من السكان؛ بينما يقدر انتشار الاضطراب الفصامي العاطفي بأقل من 1٪ من السكان.

## الأعراض
خلال نوبات الهوس أو الاكتئاب الشديدة، قد يعاني الأشخاص المصابون بالاضطراب ثنائي القطب من أعراض ذهانية، مثل الهلوسة أو الأوهام. خلال هذه النوبات، غالبًا ما يبدو المصابون بالفصام «فاقدي الاتصال» بالواقع. الهلاوس السمعية هي أكثر أنواع الهلوسة شيوعًا في مرض الفصام. في الاضطراب ثنائي القطب، تكون الأعراض الذاهنية مماثلة لمزاج المريض سواءً كان يعاني من الاكتئاب الشديد أو الابتهاج الزائد، وهو ما يعرف بتطابق المزاج. قد يعاني الأشخاص المصابون بأي من الاضطرابات من أوهام العظمة التي يعتقدون فيها أنهم شخص مشهور أو شخصية تاريخية. عند ظهور أعراض ذهانية، قد يُشخص الاضطراب ثنائي القطب خطأً على أنه مرض الفصام.
تتشابه الأعراض الأخرى لمرض الفصام، بما في ذلك انعدام المتعة،  وصعوبة اتخاذ القرارات، وصعوبة التركيز،  مع بعض أعراض الاكتئاب التي تظهر في الاضطراب ثنائي القطب. من ناحية أخرى، قد قد تتشابه أعراض القفز من فكرة إلى أخرى وتشتت الأفكار أثناء نوبة الهوس  مع التفكير غير المنظم الذي يميز مرض الفصام.
يعتبر تعاطي المخدرات عاملاً معقِّدًا لكلتا الحالتين، مما يجعل التعرف على الأعراض أكثر صعوبة كمرض نفسي كما يؤثر على فعالية العلاج وعلى التزام المريض به.

## المادة الرمادية في الدماغ
قد يعاني مرضى الفصام من فقدان بعض حجم المادة الرمادية في نصفي الدماغ. [ مطلوب مصدر غير أساسي ] عادةً ما تكون الخسائر الأكثر أهمية في المهاد الأيسر والنواة الذنبية اليمنى، وقد تمتد هذه الخسائر إلى المخ والحصينوالتلفيف المجاور للحصين. قد تظهر بعض الزوائد في الفص الصدغي، الفص الجداري والمخيخ الأمامي. عند مقارنة مرضى الفصام بنظائرهم الأصحاء، يظهر انخفاض في حجم المادة الرمادية في مناطق من الفص الجبهي والصدغي. [ مطلوب مصدر غير أساسي ] المنطقة الوحيدة التي يزداد فيها حجم المادة الرمادية هي داخل المخيخ الأيمن،  وهي منطقة تساهم في العجز الإدراكي والعاطفي والحسي وغيرها من الاعتلالات الشائعة في مرضى الفصام.
على عكس الفصام، فإن الاضطراب ثنائي القطب له تأثيرات قليلة جدًا على حجم المادة الرمادية. بشكل عام، لا يوجد فرق بين مرضى الاضطراب ثنائي القطب ونظرائهم الأصحاء.

## الاعتلالات العصبية
وجدت دراسات التصوير بالرنين المغناطيسي أن الفصام يرتبط بحجم أصغر بكثير من اللوزة الدماغية مقارنة بكل من المجموعة الضابطة من الأصحاء ومجموعة مرضى ثنائي القطب. على الرغم من عدم وجود فرق كبير في حجم اللوزة بين الأفراد الذين يعانون من الاضطراب ثنائي القطب والأصحاء، إلا أن حجم اللوزة في المجموعة المصابة بالاضطراب ثنائي القطب كان مرتبطًا بشكل إيجابي بالعلاج باستخدام أدوية مثبتات المزاجي  وهذا أمر مهم في الاعتبار حيث يبدو أن مثبتات المزاج مثل الليثيوم تحتوي على تأثيرات وقائية ومحفزة للنمو في مناطق متعددة من الدماغ، بما في ذلك اللوزة. وبالتالي، من الممكن أن تكون الاختلافات في حجم اللوزة ناتجة عن الأدوية وليس المرض.  على الرغم من ذلك، قد تظل اللوزة مكانًا مشتركًا جزئيًا للفيزيولوجيا المرضية بين هذه الاضطرابات. [ مطلوب مصدر غير أساسي ]
إلى جانب اللوزة، هناك مناطق عصبية أخرى معتلة؛ يمكن أيضًا قياس الحجم الكلي للدماغ. تظهر الأبحاث أن الحجم الكلي للدماغ لا يختلف إحصائيًا بشكل كبير بين مرضى الاضطراب ثنائي القطب والمرضى المصابين بالفصام، إلا عند إجراء مقارنات في الحجم داخل الجمجمة. [ مطلوب مصدر غير أساسي ] يوجد حجم أكبر داخل القحف في أدمغة الاضطراب ثنائي القطب، ولكن لا يوجد اختلاف في أدمغة الأشخاص المصابين بالفصام.

## العلاج
نظرًا لانخفاض معدلات الشفاء التام لكلا الاضطرابين، فإن معظم العلاجات مصممة للسيطرة على الأعراض والتخفيف منها. تشمل علاجات الأمراض الأدوية والعلاج النفسي وغيرها.

### العلاج الدوائي
مثبتات المزاج، مثل الليثيوم، هي الأدوية الأساسية في اضطراب ثنائي القطب. طريقة فعالية الليثيوم لا زالت مجهولة طبيًا.
يمكن أيضًا استخدام أدوية الجيل الثاني من مضادات الذهان (مضادات الدوبامين والسيروتونين) للاضطراب ثنائي القطب، غالبًا مع الأدوية المضادة للاكتئاب (التي تزيد من توافر السيروتونين عادةً). مضادات الذهان (عادةً الجيل الثاني) هي الفئة الرئيسية من الأدوية المستخدمة لعلاج الفصام.

### العلاج النفسي
العلاج النفسي هو علاج يستخدم في كلا النوعين من الاضطرابات. في هذا النوع من العلاج، يتم توجيه أفكار المرضى وتشجيعهم على استخدام التواصل أو السلوكيات كوسيلة للشفاء. تستفيد أسر المرضى أيضًا من هذا العلاج، حيث يمكنهم الجلوس في الجلسات والتحدث إلى المعالج أيضًا.

### أخرى
إعادة التأهيل هو واحد من عدة علاجات نفسية لمرض الفصام. يتضمن إعادة التأهيل التدريب على المهارات الاجتماعية والوظيفية لتحسين قدرة الفرد على العمل في المجتمع. يمكن استخدام العلاج بالصدمات الكهربائية (ECT) لعلاج الاضطراب ثنائي القطب عندما تكون العلاجات الأخرى غير فعالة أو عندما يعاني المريض من حالة طبية أخرى تتعارض مع استعمال الدواء.